# Cadeyern Fendigaid
Cadeyern Fendigaid (segle v – Aylesford, Kent, 447) va ser un rei de Powys.
El seu nom, Cadeyrn, significa príncep guerrer, i Fendigaid vol dir beneït. Es diu que era el desè fill de Gwrtheyrn (L'Alt Rei Vortigern); segons cròniques tardanes, es creu que Vortigern va ser rei dels bretons, i que acabà perdent de facto el seu regne a mans dels invasors saxons liderats per Hengist i Horsa. Amb quins drets, aleshores, Cadeyern hauria estat sobirà de Powys, és una matèria poc clara; potser hauria estat un rei-vassall de Vortigern.
Morí en la batalla de Rithergabail (en l'actual Aylesford, comtat de Kent), quan s'enfrontava al seu germà Vortimer que s'havia rebel·lat contra Vortigern. Va ser enterrat vora el dolmen megalític de Kit's Coyty House. Acabaria succeint-lo en el tron el seu fill, Cadell Ddyrnllwg; potser tingué encara un altre fill, Rhyddfedd Frych o Rhyddfedd ap Categern.